# Tragopa annulata
Tragopa annulata är en insektsart som beskrevs av Fabricius. Tragopa annulata ingår i släktet Tragopa och familjen hornstritar. Inga underarter finns listade i Catalogue of Life.